# Michael Pawlowitsch Romanow

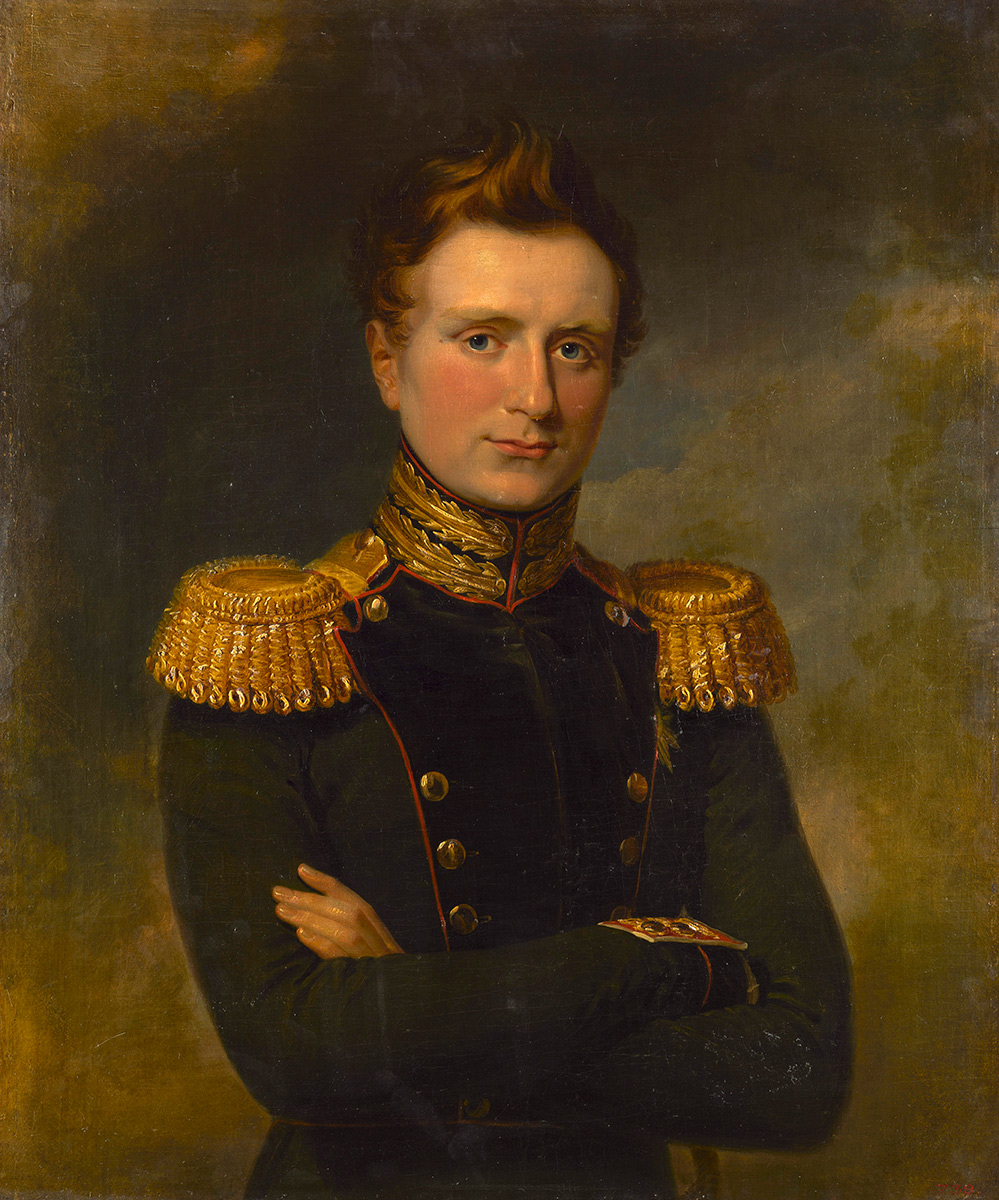
Großfürst Michael Pawlowitsch von Russland 1829
Gemälde von George Dawe

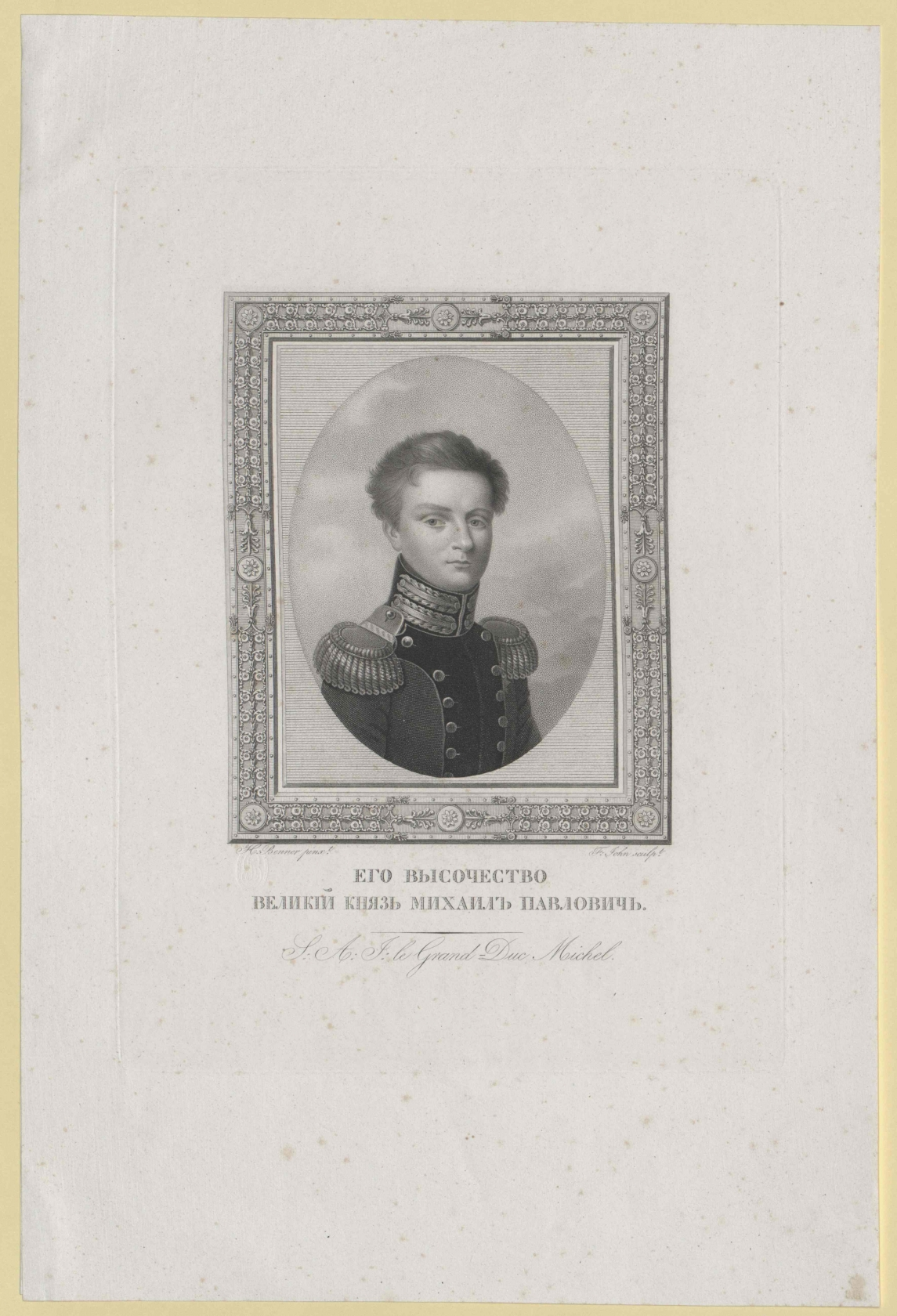
Michael Pawlowitsch von Russland

Großfürst Michael Pawlowitsch von Russland (russisch Михаил Павлович, wiss. Transliteration Michail Pavlovič); (* 28. Januarjul. / 8. Februar 1798greg. in Sankt Petersburg; † 28. Augustjul. / 9. September 1849greg. in Warschau) war ein Mitglied des Hauses Romanow-Holstein-Gottorp.

## Leben
Michael war das jüngste von zehn Kindern des russischen Zaren Paul I. und dessen zweiter Frau Prinzessin Sophie Dorothee von Württemberg. Bei der Ermordung seines Vaters war er drei Jahre alt.
Am 19. Februar 1824 heiratete er in Sankt Petersburg seine Cousine (zweiten Grades) Prinzessin Charlotte von Württemberg, genannt Helena Pawlowna, älteste Tochter von Prinz Paul von Württemberg und seiner Frau Charlotte von Sachsen-Hildburghausen. Michael interessierte sich jedoch eher für die Armee als für seine Frau, so dass die Ehe nicht gerade glücklich war. Das Paar hatte dennoch fünf Töchter:
- Maria Michailowna (9. März 1825, Moskau – 19. November 1846, Wien), unverheiratet
- Elisabeth Michailowna (26. Mai 1826, Moskau – 28. Januar 1845, Wiesbaden)
⚭ Herzog Adolph von Nassau
- Katharina Michailowna (28. August 1827, St. Petersburg – 12. Mai 1894, ebenda)
⚭ Prinz Georg zu Mecklenburg (1824–1876)
- Alexandra Michailowna (28. Januar 1831, Moskau – 27. März 1832, ebenda)
- Anna Michailowna (27. Oktober 1834, Moskau – 22. März 1836, St. Petersburg)

Mit seiner Mätresse Karolina Karlowna Stieglitz hatte Michael außerdem eine illegitime Tochter:
- Nadeschda Michailowna Junewa (1843–1908), die vom Bankier Alexander von Stieglitz (1814–1884) adoptiert wurde. Über Nadeschda stammen seine Enkelin Nadeschda Alexandrowna Bobrinskaja (1865–1920), seine Urenkelin Sofja Alexejewna Dolgorukowa (1888–1949) und seine Ururenkelin Sofka Skipwith (1907–1994) von Großfürst Michael ab.

## Vorfahren
|                                    |                                    |                                    |                                    |                                    |                                    |  |  | Christian August (Fürst von Anhalt-Zerbst) | Christian August (Fürst von Anhalt-Zerbst) | Christian August (Fürst von Anhalt-Zerbst) | Christian August (Fürst von Anhalt-Zerbst) | Christian August (Fürst von Anhalt-Zerbst) | Christian August (Fürst von Anhalt-Zerbst) |  |  | Johanna Elisabeth (Fürstin von Anhalt-Zerbst) | Johanna Elisabeth (Fürstin von Anhalt-Zerbst) | Johanna Elisabeth (Fürstin von Anhalt-Zerbst) | Johanna Elisabeth (Fürstin von Anhalt-Zerbst) | Johanna Elisabeth (Fürstin von Anhalt-Zerbst) | Johanna Elisabeth (Fürstin von Anhalt-Zerbst) |  |  | Karl Friedrich (Schleswig-Holstein-Gottorf) (Herzog von Schleswig-Holstein-Gottorf) | Karl Friedrich (Schleswig-Holstein-Gottorf) (Herzog von Schleswig-Holstein-Gottorf) | Karl Friedrich (Schleswig-Holstein-Gottorf) (Herzog von Schleswig-Holstein-Gottorf) | Karl Friedrich (Schleswig-Holstein-Gottorf) (Herzog von Schleswig-Holstein-Gottorf) | Karl Friedrich (Schleswig-Holstein-Gottorf) (Herzog von Schleswig-Holstein-Gottorf) | Karl Friedrich (Schleswig-Holstein-Gottorf) (Herzog von Schleswig-Holstein-Gottorf) |  |  | Anna Petrowna (Herzogin von Schleswig-Holstein-Gottorf)   | Anna Petrowna (Herzogin von Schleswig-Holstein-Gottorf)   | Anna Petrowna (Herzogin von Schleswig-Holstein-Gottorf)   | Anna Petrowna (Herzogin von Schleswig-Holstein-Gottorf)   | Anna Petrowna (Herzogin von Schleswig-Holstein-Gottorf)   | Anna Petrowna (Herzogin von Schleswig-Holstein-Gottorf)   |  |  | Karl Alexander (Herzog von Württemberg)      | Karl Alexander (Herzog von Württemberg)      | Karl Alexander (Herzog von Württemberg)      | Karl Alexander (Herzog von Württemberg)      | Karl Alexander (Herzog von Württemberg)      | Karl Alexander (Herzog von Württemberg)      |  |  | Maria Augusta (Herzogin von Württemberg) | Maria Augusta (Herzogin von Württemberg) | Maria Augusta (Herzogin von Württemberg) | Maria Augusta (Herzogin von Württemberg) | Maria Augusta (Herzogin von Württemberg) | Maria Augusta (Herzogin von Württemberg) |  |  | Friedrich Wilhelm (Markgraf von Brandenburg-Schwedt)  | Friedrich Wilhelm (Markgraf von Brandenburg-Schwedt)  | Friedrich Wilhelm (Markgraf von Brandenburg-Schwedt)  | Friedrich Wilhelm (Markgraf von Brandenburg-Schwedt)  | Friedrich Wilhelm (Markgraf von Brandenburg-Schwedt)  | Friedrich Wilhelm (Markgraf von Brandenburg-Schwedt)  |  |  | Sophie Dorothea Marie (Markgräfin von Brandenburg-Schwedt) | Sophie Dorothea Marie (Markgräfin von Brandenburg-Schwedt) | Sophie Dorothea Marie (Markgräfin von Brandenburg-Schwedt) | Sophie Dorothea Marie (Markgräfin von Brandenburg-Schwedt) | Sophie Dorothea Marie (Markgräfin von Brandenburg-Schwedt) | Sophie Dorothea Marie (Markgräfin von Brandenburg-Schwedt) |  |  |                     |                     |                     |                     |                     |                     |
|                                    |                                    |                                    |                                    |                                    |                                    |  |  | Christian August (Fürst von Anhalt-Zerbst) | Christian August (Fürst von Anhalt-Zerbst) | Christian August (Fürst von Anhalt-Zerbst) | Christian August (Fürst von Anhalt-Zerbst) | Christian August (Fürst von Anhalt-Zerbst) | Christian August (Fürst von Anhalt-Zerbst) |  |  | Johanna Elisabeth (Fürstin von Anhalt-Zerbst) | Johanna Elisabeth (Fürstin von Anhalt-Zerbst) | Johanna Elisabeth (Fürstin von Anhalt-Zerbst) | Johanna Elisabeth (Fürstin von Anhalt-Zerbst) | Johanna Elisabeth (Fürstin von Anhalt-Zerbst) | Johanna Elisabeth (Fürstin von Anhalt-Zerbst) |  |  | Karl Friedrich (Schleswig-Holstein-Gottorf) (Herzog von Schleswig-Holstein-Gottorf) | Karl Friedrich (Schleswig-Holstein-Gottorf) (Herzog von Schleswig-Holstein-Gottorf) | Karl Friedrich (Schleswig-Holstein-Gottorf) (Herzog von Schleswig-Holstein-Gottorf) | Karl Friedrich (Schleswig-Holstein-Gottorf) (Herzog von Schleswig-Holstein-Gottorf) | Karl Friedrich (Schleswig-Holstein-Gottorf) (Herzog von Schleswig-Holstein-Gottorf) | Karl Friedrich (Schleswig-Holstein-Gottorf) (Herzog von Schleswig-Holstein-Gottorf) |  |  | Anna Petrowna (Herzogin von Schleswig-Holstein-Gottorf)   | Anna Petrowna (Herzogin von Schleswig-Holstein-Gottorf)   | Anna Petrowna (Herzogin von Schleswig-Holstein-Gottorf)   | Anna Petrowna (Herzogin von Schleswig-Holstein-Gottorf)   | Anna Petrowna (Herzogin von Schleswig-Holstein-Gottorf)   | Anna Petrowna (Herzogin von Schleswig-Holstein-Gottorf)   |  |  | Karl Alexander (Herzog von Württemberg)      | Karl Alexander (Herzog von Württemberg)      | Karl Alexander (Herzog von Württemberg)      | Karl Alexander (Herzog von Württemberg)      | Karl Alexander (Herzog von Württemberg)      | Karl Alexander (Herzog von Württemberg)      |  |  | Maria Augusta (Herzogin von Württemberg) | Maria Augusta (Herzogin von Württemberg) | Maria Augusta (Herzogin von Württemberg) | Maria Augusta (Herzogin von Württemberg) | Maria Augusta (Herzogin von Württemberg) | Maria Augusta (Herzogin von Württemberg) |  |  | Friedrich Wilhelm (Markgraf von Brandenburg-Schwedt)  | Friedrich Wilhelm (Markgraf von Brandenburg-Schwedt)  | Friedrich Wilhelm (Markgraf von Brandenburg-Schwedt)  | Friedrich Wilhelm (Markgraf von Brandenburg-Schwedt)  | Friedrich Wilhelm (Markgraf von Brandenburg-Schwedt)  | Friedrich Wilhelm (Markgraf von Brandenburg-Schwedt)  |  |  | Sophie Dorothea Marie (Markgräfin von Brandenburg-Schwedt) | Sophie Dorothea Marie (Markgräfin von Brandenburg-Schwedt) | Sophie Dorothea Marie (Markgräfin von Brandenburg-Schwedt) | Sophie Dorothea Marie (Markgräfin von Brandenburg-Schwedt) | Sophie Dorothea Marie (Markgräfin von Brandenburg-Schwedt) | Sophie Dorothea Marie (Markgräfin von Brandenburg-Schwedt) |  |  |                     |                     |                     |                     |                     |                     |
|                                    |                                    |                                    |                                    |                                    |                                    |  |  |                                            |                                            |                                            |                                            |                                            |                                            |  |  |                                               |                                               |                                               |                                               |                                               |                                               |  |  |                                                                                     |                                                                                     |                                                                                     |                                                                                     |                                                                                     |                                                                                     |  |  |                                                           |                                                           |                                                           |                                                           |                                                           |                                                           |  |  |                                              |                                              |                                              |                                              |                                              |                                              |  |  |                                          |                                          |                                          |                                          |                                          |                                          |  |  |                                                       |                                                       |                                                       |                                                       |                                                       |                                                       |  |  |                                                            |                                                            |                                                            |                                                            |                                                            |                                                            |  |  |                     |                     |                     |                     |                     |                     |
|                                    |                                    |                                    |                                    |                                    |                                    |  |  |                                            |                                            |                                            |                                            |                                            |                                            |  |  |                                               |                                               |                                               |                                               |                                               |                                               |  |  |                                                                                     |                                                                                     |                                                                                     |                                                                                     |                                                                                     |                                                                                     |  |  |                                                           |                                                           |                                                           |                                                           |                                                           |                                                           |  |  |                                              |                                              |                                              |                                              |                                              |                                              |  |  |                                          |                                          |                                          |                                          |                                          |                                          |  |  |                                                       |                                                       |                                                       |                                                       |                                                       |                                                       |  |  |                                                            |                                                            |                                                            |                                                            |                                                            |                                                            |  |  |                     |                     |                     |                     |                     |                     |
|                                    |                                    |                                    |                                    |                                    |                                    |  |  | Friedrich August (Fürst von Anhalt-Zerbst) | Friedrich August (Fürst von Anhalt-Zerbst) | Friedrich August (Fürst von Anhalt-Zerbst) | Friedrich August (Fürst von Anhalt-Zerbst) | Friedrich August (Fürst von Anhalt-Zerbst) | Friedrich August (Fürst von Anhalt-Zerbst) |  |  | Katharina II. (Kaiserin von Russland)         | Katharina II. (Kaiserin von Russland)         | Katharina II. (Kaiserin von Russland)         | Katharina II. (Kaiserin von Russland)         | Katharina II. (Kaiserin von Russland)         | Katharina II. (Kaiserin von Russland)         |  |  | Peter III. (Kaiser von Russland)                                                    | Peter III. (Kaiser von Russland)                                                    | Peter III. (Kaiser von Russland)                                                    | Peter III. (Kaiser von Russland)                                                    | Peter III. (Kaiser von Russland)                                                    | Peter III. (Kaiser von Russland)                                                    |  |  |                                                           |                                                           |                                                           |                                                           |                                                           |                                                           |  |  |                                              |                                              |                                              |                                              |                                              |                                              |  |  | Friedrich Eugen (Herzog von Württemberg) | Friedrich Eugen (Herzog von Württemberg) | Friedrich Eugen (Herzog von Württemberg) | Friedrich Eugen (Herzog von Württemberg) | Friedrich Eugen (Herzog von Württemberg) | Friedrich Eugen (Herzog von Württemberg) |  |  | Friederike Dorothea Sophia (Herzogin von Württemberg) | Friederike Dorothea Sophia (Herzogin von Württemberg) | Friederike Dorothea Sophia (Herzogin von Württemberg) | Friederike Dorothea Sophia (Herzogin von Württemberg) | Friederike Dorothea Sophia (Herzogin von Württemberg) | Friederike Dorothea Sophia (Herzogin von Württemberg) |  |  |                                                            |                                                            |                                                            |                                                            |                                                            |                                                            |  |  |                     |                     |                     |                     |                     |                     |
|                                    |                                    |                                    |                                    |                                    |                                    |  |  | Friedrich August (Fürst von Anhalt-Zerbst) | Friedrich August (Fürst von Anhalt-Zerbst) | Friedrich August (Fürst von Anhalt-Zerbst) | Friedrich August (Fürst von Anhalt-Zerbst) | Friedrich August (Fürst von Anhalt-Zerbst) | Friedrich August (Fürst von Anhalt-Zerbst) |  |  | Katharina II. (Kaiserin von Russland)         | Katharina II. (Kaiserin von Russland)         | Katharina II. (Kaiserin von Russland)         | Katharina II. (Kaiserin von Russland)         | Katharina II. (Kaiserin von Russland)         | Katharina II. (Kaiserin von Russland)         |  |  | Peter III. (Kaiser von Russland)                                                    | Peter III. (Kaiser von Russland)                                                    | Peter III. (Kaiser von Russland)                                                    | Peter III. (Kaiser von Russland)                                                    | Peter III. (Kaiser von Russland)                                                    | Peter III. (Kaiser von Russland)                                                    |  |  |                                                           |                                                           |                                                           |                                                           |                                                           |                                                           |  |  |                                              |                                              |                                              |                                              |                                              |                                              |  |  | Friedrich Eugen (Herzog von Württemberg) | Friedrich Eugen (Herzog von Württemberg) | Friedrich Eugen (Herzog von Württemberg) | Friedrich Eugen (Herzog von Württemberg) | Friedrich Eugen (Herzog von Württemberg) | Friedrich Eugen (Herzog von Württemberg) |  |  | Friederike Dorothea Sophia (Herzogin von Württemberg) | Friederike Dorothea Sophia (Herzogin von Württemberg) | Friederike Dorothea Sophia (Herzogin von Württemberg) | Friederike Dorothea Sophia (Herzogin von Württemberg) | Friederike Dorothea Sophia (Herzogin von Württemberg) | Friederike Dorothea Sophia (Herzogin von Württemberg) |  |  |                                                            |                                                            |                                                            |                                                            |                                                            |                                                            |  |  |                     |                     |                     |                     |                     |                     |
|                                    |                                    |                                    |                                    |                                    |                                    |  |  |                                            |                                            |                                            |                                            |                                            |                                            |  |  |                                               |                                               |                                               |                                               |                                               |                                               |  |  |                                                                                     |                                                                                     |                                                                                     |                                                                                     |                                                                                     |                                                                                     |  |  |                                                           |                                                           |                                                           |                                                           |                                                           |                                                           |  |  |                                              |                                              |                                              |                                              |                                              |                                              |  |  |                                          |                                          |                                          |                                          |                                          |                                          |  |  |                                                       |                                                       |                                                       |                                                       |                                                       |                                                       |  |  |                                                            |                                                            |                                                            |                                                            |                                                            |                                                            |  |  |                     |                     |                     |                     |                     |                     |
|                                    |                                    |                                    |                                    |                                    |                                    |  |  |                                            |                                            |                                            |                                            |                                            |                                            |  |  |                                               |                                               |                                               |                                               |                                               |                                               |  |  |                                                                                     |                                                                                     |                                                                                     |                                                                                     |                                                                                     |                                                                                     |  |  |                                                           |                                                           |                                                           |                                                           |                                                           |                                                           |  |  |                                              |                                              |                                              |                                              |                                              |                                              |  |  |                                          |                                          |                                          |                                          |                                          |                                          |  |  |                                                       |                                                       |                                                       |                                                       |                                                       |                                                       |  |  |                                                            |                                                            |                                                            |                                                            |                                                            |                                                            |  |  |                     |                     |                     |                     |                     |                     |
|                                    |                                    |                                    |                                    |                                    |                                    |  |  |                                            |                                            |                                            |                                            |                                            |                                            |  |  |                                               |                                               |                                               |                                               |                                               |                                               |  |  |                                                                                     |                                                                                     |                                                                                     |                                                                                     |                                                                                     |                                                                                     |  |  | Paul I. (Kaiser von Russland)                             | Paul I. (Kaiser von Russland)                             | Paul I. (Kaiser von Russland)                             | Paul I. (Kaiser von Russland)                             | Paul I. (Kaiser von Russland)                             | Paul I. (Kaiser von Russland)                             |  |  | Sophie Dorothee (Kaiserin von Russland)      | Sophie Dorothee (Kaiserin von Russland)      | Sophie Dorothee (Kaiserin von Russland)      | Sophie Dorothee (Kaiserin von Russland)      | Sophie Dorothee (Kaiserin von Russland)      | Sophie Dorothee (Kaiserin von Russland)      |  |  | Friedrich I. (König von Württemberg)     | Friedrich I. (König von Württemberg)     | Friedrich I. (König von Württemberg)     | Friedrich I. (König von Württemberg)     | Friedrich I. (König von Württemberg)     | Friedrich I. (König von Württemberg)     |  |  |                                                       |                                                       |                                                       |                                                       |                                                       |                                                       |  |  |                                                            |                                                            |                                                            |                                                            |                                                            |                                                            |  |  |                     |                     |                     |                     |                     |                     |
|                                    |                                    |                                    |                                    |                                    |                                    |  |  |                                            |                                            |                                            |                                            |                                            |                                            |  |  |                                               |                                               |                                               |                                               |                                               |                                               |  |  |                                                                                     |                                                                                     |                                                                                     |                                                                                     |                                                                                     |                                                                                     |  |  | Paul I. (Kaiser von Russland)                             | Paul I. (Kaiser von Russland)                             | Paul I. (Kaiser von Russland)                             | Paul I. (Kaiser von Russland)                             | Paul I. (Kaiser von Russland)                             | Paul I. (Kaiser von Russland)                             |  |  | Sophie Dorothee (Kaiserin von Russland)      | Sophie Dorothee (Kaiserin von Russland)      | Sophie Dorothee (Kaiserin von Russland)      | Sophie Dorothee (Kaiserin von Russland)      | Sophie Dorothee (Kaiserin von Russland)      | Sophie Dorothee (Kaiserin von Russland)      |  |  | Friedrich I. (König von Württemberg)     | Friedrich I. (König von Württemberg)     | Friedrich I. (König von Württemberg)     | Friedrich I. (König von Württemberg)     | Friedrich I. (König von Württemberg)     | Friedrich I. (König von Württemberg)     |  |  |                                                       |                                                       |                                                       |                                                       |                                                       |                                                       |  |  |                                                            |                                                            |                                                            |                                                            |                                                            |                                                            |  |  |                     |                     |                     |                     |                     |                     |
|                                    |                                    |                                    |                                    |                                    |                                    |  |  |                                            |                                            |                                            |                                            |                                            |                                            |  |  |                                               |                                               |                                               |                                               |                                               |                                               |  |  |                                                                                     |                                                                                     |                                                                                     |                                                                                     |                                                                                     |                                                                                     |  |  |                                                           |                                                           |                                                           |                                                           |                                                           |                                                           |  |  |                                              |                                              |                                              |                                              |                                              |                                              |  |  |                                          |                                          |                                          |                                          |                                          |                                          |  |  |                                                       |                                                       |                                                       |                                                       |                                                       |                                                       |  |  |                                                            |                                                            |                                                            |                                                            |                                                            |                                                            |  |  |                     |                     |                     |                     |                     |                     |
|                                    |                                    |                                    |                                    |                                    |                                    |  |  |                                            |                                            |                                            |                                            |                                            |                                            |  |  |                                               |                                               |                                               |                                               |                                               |                                               |  |  |                                                                                     |                                                                                     |                                                                                     |                                                                                     |                                                                                     |                                                                                     |  |  |                                                           |                                                           |                                                           |                                                           |                                                           |                                                           |  |  |                                              |                                              |                                              |                                              |                                              |                                              |  |  |                                          |                                          |                                          |                                          |                                          |                                          |  |  |                                                       |                                                       |                                                       |                                                       |                                                       |                                                       |  |  |                                                            |                                                            |                                                            |                                                            |                                                            |                                                            |  |  |                     |                     |                     |                     |                     |                     |
| Alexander I. (Kaiser von Russland) | Alexander I. (Kaiser von Russland) | Alexander I. (Kaiser von Russland) | Alexander I. (Kaiser von Russland) | Alexander I. (Kaiser von Russland) | Alexander I. (Kaiser von Russland) |  |  | Konstantin (Großfürst von Russland)        | Konstantin (Großfürst von Russland)        | Konstantin (Großfürst von Russland)        | Konstantin (Großfürst von Russland)        | Konstantin (Großfürst von Russland)        | Konstantin (Großfürst von Russland)        |  |  | Alexandra Pawlowna Romanowa                   | Alexandra Pawlowna Romanowa                   | Alexandra Pawlowna Romanowa                   | Alexandra Pawlowna Romanowa                   | Alexandra Pawlowna Romanowa                   | Alexandra Pawlowna Romanowa                   |  |  | Helena Pawlowna Romanowa                                                            | Helena Pawlowna Romanowa                                                            | Helena Pawlowna Romanowa                                                            | Helena Pawlowna Romanowa                                                            | Helena Pawlowna Romanowa                                                            | Helena Pawlowna Romanowa                                                            |  |  | Maria Pawlowna (Großherzogin von Sachsen-Weimar-Eisenach) | Maria Pawlowna (Großherzogin von Sachsen-Weimar-Eisenach) | Maria Pawlowna (Großherzogin von Sachsen-Weimar-Eisenach) | Maria Pawlowna (Großherzogin von Sachsen-Weimar-Eisenach) | Maria Pawlowna (Großherzogin von Sachsen-Weimar-Eisenach) | Maria Pawlowna (Großherzogin von Sachsen-Weimar-Eisenach) |  |  | Katharina Pawlowna (Königin von Württemberg) | Katharina Pawlowna (Königin von Württemberg) | Katharina Pawlowna (Königin von Württemberg) | Katharina Pawlowna (Königin von Württemberg) | Katharina Pawlowna (Königin von Württemberg) | Katharina Pawlowna (Königin von Württemberg) |  |  | Olga                                     | Olga                                     | Olga                                     | Olga                                     | Olga                                     | Olga                                     |  |  | Anna Pawlowna                                         | Anna Pawlowna                                         | Anna Pawlowna                                         | Anna Pawlowna                                         | Anna Pawlowna                                         | Anna Pawlowna                                         |  |  | Nikolaus I. (Kaiser von Russland)                          | Nikolaus I. (Kaiser von Russland)                          | Nikolaus I. (Kaiser von Russland)                          | Nikolaus I. (Kaiser von Russland)                          | Nikolaus I. (Kaiser von Russland)                          | Nikolaus I. (Kaiser von Russland)                          |  |  | Michael Pawlowitsch | Michael Pawlowitsch | Michael Pawlowitsch | Michael Pawlowitsch | Michael Pawlowitsch | Michael Pawlowitsch |

## Sonstiges
Der von 1819 bis 1825 nach Plänen von Carlo Rossi errichtete Michailowski-Palast in Sankt Petersburg wurde für den Großfürsten gebaut. Er beherbergt heute das Russische Museum.
Das Michailowski-Theater in Sankt Petersburg ist nach ihm benannt.
Sein einziges ihn überlebendes Kind war Großfürstin Katharina Michailowna. Durch ihre Heirat mit Georg zu Mecklenburg, dem jüngsten Sohn Großherzog Georgs von Mecklenburg-Strelitz wurden ihre Nachkommen Thronanwärter der Großherzogtümer Mecklenburg-Strelitz und Mecklenburg-Schwerin.